# Silvia González (judoka)
Silvia González (12 de septiembre de 1983) es una deportista mexicana que compitió en judo. Ganó una medalla de plata en el Campeonato Panamericano de Judo de 2011 en la categoría de –44 kg.

## Palmarés internacional
| Campeonato Panamericano | Campeonato Panamericano | Campeonato Panamericano | Campeonato Panamericano |
| Año                     | Lugar                   | Medalla                 | Categoría               |
| ----------------------- | ----------------------- | ----------------------- | ----------------------- |
| 2011                    | Guadalajara (México)    | Medalla de plata        | –44 kg                  |